# 卡达姆扎伊区
卡达姆扎伊区是吉尔吉斯斯坦西南州份巴特肯州的一个区。
州府设于普勒贡。该区面积为6,146平方（2,373平方英里），2009年人口为157,597人。该地区被认为是世界第二大汞锑矿床。